# Anthony Straker
Anthony Othneal Straker (nacido en Londres, Inglaterra el 23 de septiembre de 1988) es un futbolista granadino nacido en Inglaterra. Juega de mediocampista y su último club fue el Havant & Waterlooville Football Club de la National League South inglesa.

## Selección nacional
Ha sido internacional con la Selección de fútbol de Granada, ha jugado 10 partidos internacionales y ha anotado 1 gol.

### Participaciones en Copas de Oro
| Copa de Oro      | Sede           | Resultado    |
| ---------------- | -------------- | ------------ |
| Copa de Oro 2011 | Estados Unidos | Primera fase |

## Clubes
| Club                                 | País       | Año         |
| ------------------------------------ | ---------- | ----------- |
| Crystal Palace                       | Inglaterra | 2006 - 2007 |
| Aldershot Town                       | Inglaterra | 2007 - 2010 |
| Wycombe Wanderers (cesión)           | Inglaterra | 2011        |
| Aldershot Town                       | Inglaterra | 2011 - 2012 |
| Southend United                      | Inglaterra | 2012 - 2014 |
| York City                            | Inglaterra | 2014        |
| Motherwell (cesión)                  | Escocia    | 2015        |
| York City                            | Inglaterra | 2015        |
| Grimsby Town                         | Inglaterra | 2016        |
| Aldershot Town                       | Inglaterra | 2016 - 2017 |
| Bath City                            | Inglaterra | 2017 - 2019 |
| Havant & Waterlooville Football Club | Inglaterra | 2019-2021   |

## Palmarés

### Campeonatos nacionales
| Título          | Club           | País       | Año  |
| --------------- | -------------- | ---------- | ---- |
| National League | Aldershot Town | Inglaterra | 2008 |